# تاج‌الدین آوجی
تاج‌الدین آوجی  یا تاج‌الدین ابوالفضل محمد آوی مشهور به علامه تاج‌الدین آوی عالم و فقیه شیعه اهل ایران در قرن هفتم و هشتم هجری قمری بوده‌است.

## زندگی‌نامه
تاج‌الدین آوی در روستای آوه شهرستان ساوه در خانواده‌ای که از خاندان سادات علوی شیعه بودند زاده شد، زندگی وی همزمان با حکومت ایلخانان در ایران بود.
وی در شهرهای کوفه و نجف در کشور عراق مدتی زندگی کرد و در سال ۷۱۱ هجری قمری به همراه پسرش و جمعی دیگر به‌دلیل مخالفت با رشیدالدین فضل‌الله همدانی وزیر ایلخانان و هم نظری با سعدالدین ساوجی در نزدیکی شهر بغداد کشته شد.

## در نگاه علامه امینی
علامه امینی دربارهٔ تاج‌الدین آوی این‌گونه سخن گفته‌است: «سید تاج‌الدین محمد آوی از شخصیت‌های بارز این خاندان است. مردی دین‌دار، پیشوایی مذهبی و ادیبی دانشمند بود. در عصر خویش مقتدا و زعیم شیعه به‌شمار می‌رفت و در منطقه خویش احترام و اقتدار کامل داشت. علاوه بر نسب پاک و نژاد والایش، دانش فراوان اندوخت و در فقه استاد گشت.»